# Head VI
Head VI (Tête 6) est un tableau de Francis Bacon issu d'une série de six tableaux de 1949.
Le tableau est un buste du pape Innocent X sur le modèle de Portrait d'Innocent X de Diego Vélasquez.
Le tableau est conservé à la Hayward Gallery à Londres.